# Theodrada

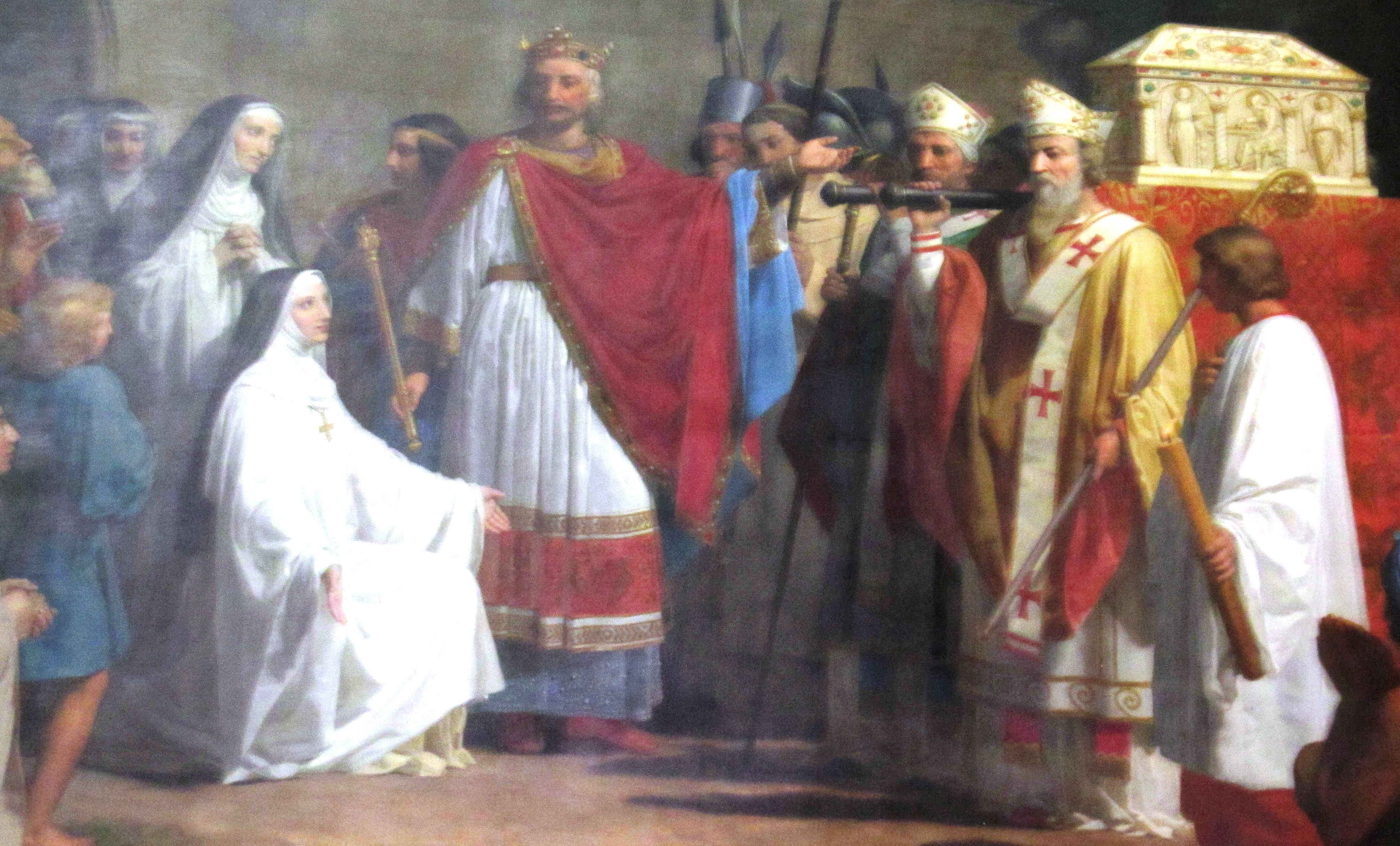
Uctění svaté Tuniky v převorství Argenteuil (Friedrich Bouterwek) (1806-1867)

Theodrada (785? - po 9. lednu 844 až 853?) byla abatyše opatství Argenteuil a nejstarší ze tří dcer římského císaře Karla Velikého a Fastrady.

## Životopis
I když byla nejstarší ze tří dcer Karla Velikého a Fatrady, v celkovém pořadí byla Karlovým dvanáctým dítětem. V roce 814 je zmíňována jako abatyše v Argenteuil, ale zda do kláštera vstoupila ještě za života svého otce nebo zda byla donucena vstoupit až po jeho smrti a nástupu svého nevlastního bratra Ludvíka Pobožného na trůn, se nedochovaly žádné informace. Pozdější zdroje, pravděpodobně z roku 828, však naznačují, že Theodrada měla opatství Argenteuil v držení od svého otce.
Podle Huga z Amiens, biskupa v Rouenu, měl Karel Veliký opatství své dcery darovat Ježíšův oděv, relikvii, kterou utkala matka Ježíšova. To naznačuje, že Theodrada byla abatyší již za života svého otce, ale Hugova informace pochází až z 12. století a není proto považována za věrohodnou. Ježíšův oděv byl údajně až do 15. století předmětem poutí do Argenteuil.

## Opatství Münsterschwarzach
Zatímco Vikingové devastovali Argenteuil a oblast kolem Paříže, uprchla Theodrada na východ Franské říše, kde se uchýlila do opatství Münsterschwarzach založeného její matkou Fastradou kolem roku 780. I zde působila jako abatyše a během následujících let zde uplatnila mnišskou reformu svatého Benedikta Aniánského.
Poslední zmínka o Theodradě je v zakládací listině opatství datována k 9. lednu 844. Dokument z 21. července 853 naznačuje, že Hildegarda Východofranská, dcera Ludvíka Němce, ukončila svou misi v opatství Münsterschwarzach a stala se abatyší v Curychu. Je patrné, že Theodrada mezitím zemřela. Přesné datum úmrtí není známé.